# Centre d'art contemporain La Halle des bouchers
 (juillet 2016).
Si vous disposez d'ouvrages ou d'articles de référence ou si vous connaissez des sites web de qualité traitant du thème abordé ici, merci de compléter l'article en donnant les références utiles à sa vérifiabilité et en les liant à la section « Notes et références ».
Pour les articles homonymes, voir Centre d'art contemporain (homonymie).
Le Centre d'art contemporain La Halle des bouchers est un centre d'art contemporain municipal situé à Vienne, Isère. 
Inauguré en mars 2014, il occupe l'ancienne Halle des bouchers - un bâtiment datant du XVIe siècle situé dans le centre ancien de la ville.
Quatre à cinq expositions d'artistes contemporains y sont présentées chaque année.

## Historique
Le Centre d’art contemporain La halle des bouchers est situé rue Teste du Bailler, au cœur du quartier dit « centre ancien », l'un des cinq quartiers de la ville de Vienne qui bénéficie depuis 2009 d'un classement en Aire de valorisation de l'architecture et du patrimoine.  
Datant du XVIe siècle, le bâtiment servait autrefois de « macel », à savoir une halle voûtée destinée à la vente de viande. Il s'agissait d'une boucherie spécialisée dans la vente de bœuf (au même titre qu'un autre marché était réservé à la viande de chèvre, mouton et porc). Les bêtes étaient alors abattues dans le quartier Saint-Martin, dans un abattoir ou « materie » situé rue Ecorchebœuf, le long de la vallée de la Gère. 
En 1647, des problèmes d'hygiène et les risques d'incendie conduisent les consuls de Vienne à « murer » la boucherie et à aligner sa façade sur celles des maisons voisines. En mars 1653, les activités de boucherie sont définitivement transférées en vallée de Gère toute proche.
Si plusieurs bouchers habitent encore la rue Teste du Bailler, au milieu du XVIIIe siècle, l’édifice sert alors de remise agricole et subit de nombreuses affectations et modifications architecturales. Lors du plan d'alignement établi par Pierre Schneyder réalisé avant 1824, contrairement aux immeubles voisins qui sont alors modifiés, le bâtiment conserve son aspect bas et son volume d'avant la Révolution. 
Les traces sur l'histoire de La Halle des bouchers se diluent jusqu’au début des années 1970, moment où elle devient la salle des ventes de la ville. Après le déménagement de celle-ci dans le quartier d'Estressin, la Ville de Vienne rachète le bâtiment en 2009 en vue de le restaurer et l'affecter à un centre d'art contemporain.
Confiée à l'agence de l'architecte grenoblois Jacques Scrittori, la réhabilitation du lieu débute dans le courant de l'été 2013 pour s'achever au printemps 2014.

## Description
Avec une surface d'un peu plus de 300 m2, le Centre d'art contemporain La Halle des bouchers est inauguré le 14 mars 2014. Sous la direction artistique de Marc Bembekoff, le centre d'art présente quatre à cinq expositions par an, avec la volonté de rayonner à la fois sur le territoire viennois, régional, national mais aussi international.
Pendant la Résonance à la Biennale d'art contemporain de Lyon, le centre d'art organise un projet hors-les-murs à Vienne et ses alentours.

## Récapitulatif des expositions présentées

### 2014
- « Préfiguration - Jacques Barry, Amina Benbouchta, Pierre Buraglio, Daniel Buren, Jacqueline Dauriac, Mohamed El Baz, Philippe Favier, Pierre Gangloff, Bernard Garcier, François Morellet, Cédric Nove-Josserand, Bernard Rancillac, Pierre Soulages, Claude Viallat » (commissaire de l'exposition : Bernard Collet)
- « Les sons du silence - Elisabeth S. Clark, Charlotte Moth, Damir Očko, Émilie Pitoiset, Sébastien Rémy, Maxime Rossi, Julien Tiberi »
- « Audio Trouble - La collection vidéo du n.b.k. »
- « Nina Childress - Jazy, Hedy & Sissi »

### 2015
- « Gaëlle Choisne - Cric Crac »
- « Salvatore Arancio - Une taxonomie des sens et des formes »
- « Luis Ernesto Arocha - La opera del mondogo »
- « Maxime Rossi - Sister Ship »
- « Hakima El Djoudi - The World is Yours »

### 2016
- « De la main à l'esprit - Un regard sur la collection du Collège Ponsard »
- « Jacques Julien - Ni l'un, ni l'autre »
- « Juliette Goiffon & Charles Beauté - Muda, Muri, Mura »
- « Maxime Lamarche - Les éléphants se cachent pour mourir »
- « Essayer encore. Rater encore. Rater mieux - Xavier Antin, Grégory Buchert, Anna Byskov, Charlotte Charbonnel, Bertrand Dezoteux, Ahram Lee, Gabriel Méo, Simon Nicaise, Julien Prévieux, Vivien Roubaud, Capucine Vever » (commissaires de l'exposition : Marianne Derrien et Sarah Ihler-Meyer)

### 2017
- « Nicolas Boulard - La dynamique des isoplèthes », réalisée avec le soutien de Lafayette Anticipations
- « Coquet mais pas trop - Ann Craven, Armand Jalut, Neil Raitt »
- « Juan Fernando Herrán - La Pierre et la Poussière », dans le cadre de l'Année France-Colombie
- « Tarik Kiswanson - ALL THE THINGS MY EYES DON'T SEE », projet réalisé en résonance à la Biennale de Lyon, au Musée gallo-romain de Saint-Romain-en-Gal - Vienne
- « Lapsus Linguae - Julien Berthier, Pierre Bismuth, Claude Closky, Andrea Fraser, Jacques Villeglé »

### 2018
- « La houle et le ressac », réalisée en collaboration avec l'ESAD Grenoble Valence
- « Valérie Mréjen - Mon cher fils »
- « Franck Chalendard - Juxta », projet réalisé au Musée Saint-Pierre de Vienne